# Aeranthes setiformis
Aeranthes setiformis är en orkidéart som beskrevs av Leslie Andrew Garay. Aeranthes setiformis ingår i släktet Aeranthes och familjen orkidéer. Inga underarter finns listade i Catalogue of Life.